# Copa Paz del Chaco 1991
Copa Paz del Chaco 1991 – turniej towarzyski o puchar Paz del Chaco odbył się po raz siódmy w 1991 roku. W turnieju uczestniczyły zespoły: Paragwaju i Boliwii.

## Mecze
| 14 czerwca Santa Cruz |  | Boliwia | 0 | - | 1 (0-0) | Paragwaj |

| 16 czerwca Asunción |  | Paragwaj | 0 | - | 0 | Boliwia |

## Końcowa tabela
| M | Reprezentacja | L.m. | Zw. | Rem. | Por. | Bramki | R.br. | Pkt |
| 1 | Paragwaj      | 2    | 1   | 1    | 0    | 1:0    | +1    | 3   |
| 2 | Boliwia       | 2    | 0   | 1    | 1    | 0:1    | -1    | 1   |

Triumfatorem turnieju Copa Paz del Chaco 1991 został zespół Paragwaju.